# Xian de Fuping (Hebei)
Pour les articles homonymes, voir Fuping.
Le xian de Fuping (阜平县 ; pinyin : Fùpíng Xiàn) est un district administratif de la province du Hebei en Chine. Il est placé sous la juridiction de la ville-préfecture de Baoding.

## Démographie
La population du district était de 205 648 habitants en 1999.